# Tramín červený

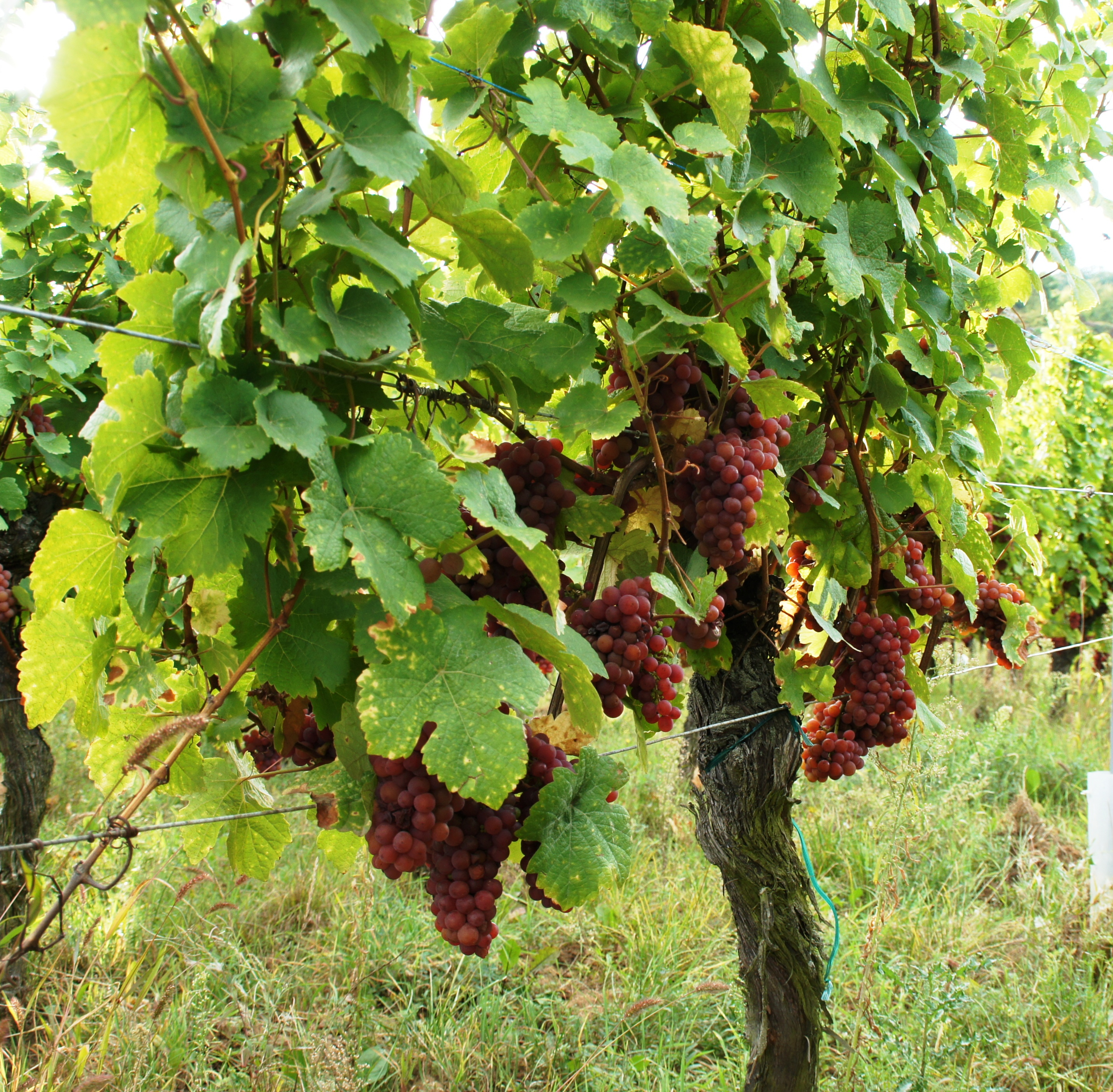
Keř odrůdy Tramín červený

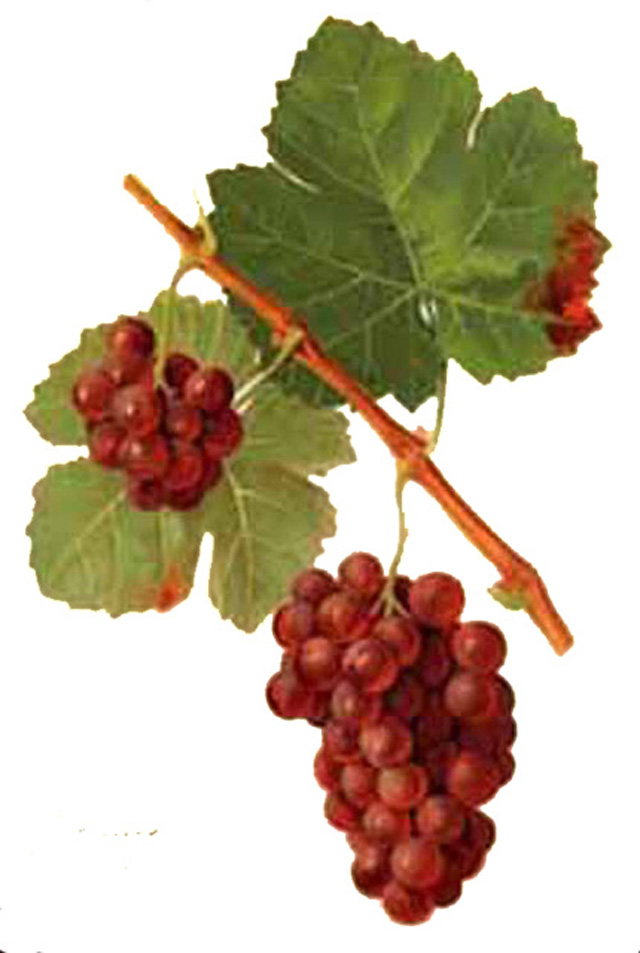
Tramín červený, ilustrace z publikace Ampélographie, Viala et Vermorel

Tramín červený (zkratka TČ, název dle VIVC Traminer Rot) je starobylá moštová odrůda révy vinné (Vitis vinifera), určená k výrobě bílých vín. Je jednou z nejstarších pěstovaných odrůd, podílela se na vzniku mnoha klasických evropských odrůd révy a je oblíbeným partnerem při šlechtění nových odrůd. Původ odrůdy je nejasný a ztrácí se v dávné minulosti.
Tramín patří do skupiny západoevropských odrůd (Proles occidentalis Negr.) Ty se vyznačují menším hroznem i bobulemi, slabším růstem a tenčím révím, které dobře vyzrává a odolává mrazu. Typické jsou pro ně i vína vysoké kvality s vysokým obsahem kořenitých a vonných látek.
Tramín, nebo též Savagnin, jak je odrůda nazývána v regionech Jura a Franche-Comté v severovýchodní Francii, je odrůda s velmi dlouhou historií a navíc odrůda se značným sklonem k tvorbě mutací. Jako u každé takové odrůdy (jmenovat můžeme například odrůdy Pinot, Trebbiano Toscano či Gouais blanc) se u ní během staletí vegetativní reprodukce vyvinulo několik různých forem (mutací, klonů), rozdílných co barvy bobulí, aroma, tvaru a rozměru listů, hroznů atd. Některé z těchto forem máme dnes sklon považovat za samostatné odrůdy, například Gewürztraminer v Alsasku, v italském regionu Südtirol/Trentino-Alto Adige a v Německu, Heida či Païen ve Švýcarsku (odtud pochází odrůda Tramín bílý, pěstovaná za hraběte Šporka na zámku Kuks pod názvem Brynšt a dnes zde opět na malé ploše vysazená), Traminer či Traminer Weisser v Německu, Traminer Aromatico v regionu Südtirol/Trentino-Alto Adige v Itálii. Analýza DNA prokázala, že všechny tyto formy mají stejný genetický základ s pouze nepatrnými rozdíly na úrovni klonů.
Přes výše uvedené, a nebo právě proto, nám nic nebrání, rozlišovat po vzoru odrůd Pinot tradičně alespoň odrůdy Tramín bílý a Tramín červený, mimochodem, ve Francii jsou v "Catalogue des variétés de vigne" zapsány samostatně odrůdy tři, a sice Gewürztraminer, Savagnin Rosé a Savagnin Blanc.

## Popis

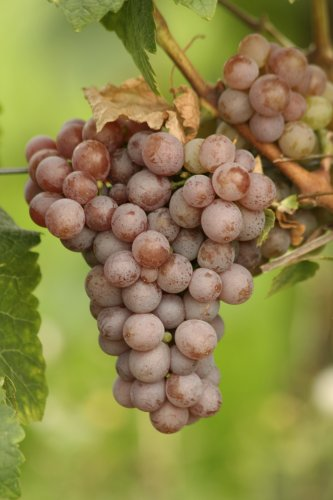
Hrozen odrůdy Tramín červený

Réva vinná (Vitis vinifera) odrůda Tramín červený je jednodomá dřevitá pnoucí liána, dorůstající v kultuře až několika metrů. Kmen tloušťky až několik centimetrů je pokryt světlou borkou, která se loupe v pruzích. Úponky révy jsou kratší až středně dlouhé, umožňují této rostlině pnout se po pevných předmětech. Růst je středně bujný až bujný s polovzpřímenými letorosty. Vrcholky letorostů jsou otevřené, bělavě zelené, slabě pigmentované antokyaniny, silně bíle vlnatě ochmýřené až plstnaté. Mladé lístky jsou zelené s bronzovými skvrnami, slabě pigmentované antokyaniny, mají narůžovělý nádech. Internodia jsou krátká, stejně jako nodia jsou zelená, na osluněné straně někdy hnědočerveně proužkovaná, bez ochmýření, pupeny jsou velmi slabě pigmentované antokyaniny. Olistění je bohaté, listová plocha je zahuštěná množstvím zálistků. jednoleté réví je poměrně tenké, eliptického průřezu, červenavě až skořicově hnědé, čárkované i tečkované. Zimní pupeny jsou malé, širší, hrotité.
List je malý až středně velký, okrouhlý, tří- až pětilaločnatý, málo členěný, s mělkými horními bočními výkroji, které jsou otevřené, s oblým dnem. Vrchní strana čepele listu je silně puchýřnatá, drsnější, mírně vrásčitá a zvlněná, tmavě zelená, spodní strana je jemně plstnatá, zoubkování na okraji je méně výrazné, konvexní. Řapíkový výkroj je buď úzce otevřený, klínovitý, nebo uzavřený s průsvitem a ostrým dnem, popřípadě překrytý, řapík je krátký, stejně dlouhý, jako medián listu, zelené barvy, žilnatina v oblasti připojení řapíku je takřka bez antokyaninové pigmentace až velmi slabě pigmentovaná.
Oboupohlavní pětičetné květy v hroznovitých květenstvích jsou žlutozelené, samosprašné. Plodem je malá až středně velká (14 mm, 1,4 g), kulatá nebo lehce oválná bobule růžovo- až šedočervené barvy na krátké, obtížně oddělitelné stopečce, se středně silnou až silnou, průměrně ojíněnou slupku, pod kterou je v řídké dužině mnoho aromatických látek. Bobule jsou nejednotné velikosti a barvy. Masitá až tekutá dužina má jemnou a příjemnou, odrůdovou, výraznou aromatickou, muškátovou chuť, vysoký obsah kořenitých látek a nižší obsah kyselin, je bez zabarvení. Hrozen je malý až středně velký, 80–120 mm dlouhý, 70–100 mm široký, 74–98 g těžký, hustý, cylindricko-kónický, s křidélky. Má krátkou, 4 cm dlouhou, slabě lignifikovanou stopku.

## Původ
Tramín červený má podle nejnovějších genetických výzkumů poměrně blízko k volně rostoucí révě lesní (Vitis vinifera ssp. sylvestris) a je pravděpodobně nahodilým křížencem dvou ještě starších, neurčených a dnes již patrně neexistujících odrůd, popřípadě křížencem odrůdy Pinot a neznámé, patrně neexistující odrůdy.
Dlouho se předpokládalo, že místem původu odrůdy je sever Itálie, konkrétně region Südtirol/Trentino-Alto Adige, kde se nachází obec jménem Tramin (Tramino, Termeno). Odtud se odrůda měla šířit do Švýcarska, Německa, do prostoru Střední Evropy a do Francie. Legendu o původu odrůdy rozšířil patrně německý botanik Hieronymus Bock v knize „Kreuterbuch“ z roku 1539. První bezpečně prokázaná zmínka o „vini de Traminne“ (vínech z města Tramin/Termeno) pochází sice již z roku 1242 z Bolzana a později se takové zmínky objevují stále častěji, ale vína nikdy nebyla vyráběna z odrůdy Tramín červený. Ještě počátkem 20. století pěstoval v této obci odrůdu pouze jediný pěstitel, oblíbena zde začala být až po první světové válce. Dnes je zde sice pěstována hojně, ale jde pouze o marketingový tah, Tramín z obce Tramin se prostě lépe prodává. Na severu Itálie neexistují ani žádná lokální synonyma odrůdy, která by zde musela vzniknout, kdyby se tu odrůda pěstovala po staletí.
Další ampelografové kladli postupně původ odrůdy na území dnešního Maďarska, Rakouska či do jihovýchodní Evropy. Nejnověji, dle názoru švýcarského ampelografa Dr. José Vouillamoze, odrůda pochází z oblasti mezi severovýchodní Francií a jihovýchodním Německem, důkazy nachází v genetickém profilu odrůdy v porovnání s profilem a místem původu autochtonních odrůd, kterým je Tramín rodičovskou odrůdou.
Ve Francii je zmiňován Tramín už ve 14. století pod synonymem Savagnin a od 16. století do napoleonských válek bylo jeho pěstování značně rozšířeno. V Alsasku zůstal významnou odrůdou, patří mezi sedm ušlechtilých (noble) odrůd Alsaska. Z Francie se pravděpodobně šířil na východ, ve Falci v Německu je zmiňován už v 16. století (nachází se zde dosud produkční vinice osázená Tramínem již před 400 lety!).

## Rozšíření
Tramín červený není nikde v Evropě odrůdou dominantní, daleko spíše je odrůdou doplňkovou, kterou se ovšem pyšní každý výrobce. Jeho víno není komoditou, typickou pro globální trh. V některých oblastech a regionech ale Tramín obzvláště vynikl. Ve Francii je to alsaský department Vosges v Lotrinsku, kde se na svazích stejnojmenného pohoří Vosges (Vogézy) odrůdě velmi daří a dává vzniknout velmi kvalitním vínům. V okolí nedalekého Heiligensteinu, který již ovšem leží v Alsasku, se z Tramínu, z mutace Savagnin Rosé, vyrábí známé víno Klevener de Heiligenstein (pozor ovšem, existují ještě vína z oblasti Alsace Klevner AOC, a ta nevyrábí ani z Tramínu, ani ze Savagninu, nýbrž z odrůd Pinot Noir, Pinot Blanc či Auxerrois). Ve Francii byla odrůda Tramín červený roku 2008 pěstována na 2.920 ha v 8 klonech, z toho 2.500 ha se nacházelo v Alsasku.
Tramín červený je typickou odrůdou všech severních vinohradnických oblastí, od Alsaska přes Německo, kde tvoří podíl 0,8 % plochy všech vinic a vysazen byl především v oblastech Bádensko a Falc, celkem na 831 ha, Rakousko (1 % plochy vinic, 700 ha, rozšířen je především ve Štýrsku), Švýcarsko (48 ha), Itálii (Südtirol/Trentino-Alto Adige, 500 ha), Maďarsko, Slovinsko, Chorvatsko (200 ha), Rumunsko, Moldávii, Ukrajinu. Nový svět ho pěstuje v kanadské Britské Kolumbii, v Oregonu (700 ha) a ve státě Washington (USA), na Novém Zélandu (293 ha), a kde to chladnější mikroklima dovoluje i v Kalifornii (636 ha), v Jihoafrické republice (300 ha) a v Austrálii (842 ha). Odhadem byla odrůda pěstována roku 2010 na cca 9.000 hektarech vinic.
Ve Státní odrůdové knize České republiky je odrůda zapsána od roku 1941, od tohoto roku je zapsána též v Listině registrovaných odrůd na Slovensku. V současné době jsou v Česku povolené dva klony, PO-202/A od roku 1985 a klon PO-209/K od roku 2012. V ČR jsou známé například bořkovické, mělnické, mutěnické, sedlecké a velkopavlovické tramíny. Na Slovensku to jsou tramíny z nitranska a vrábeľska. Ještě v třicátých letech 20. století byl Tramín v ČR zastoupen 4 % z plochy vinohradů, počátkem devadesátých let plochy poklesly na 2 %, roku 2010 je to asi 3,5 %. V ČR se pěstuje nejčastěji v podoblastech Velkopavlovická a Mikulovská, hojný je na Bzenecku, Brněnsku, Čáslavsku, Mutěnicku, Mostecku, roku 2007 byl vysazen na 561 ha. Průměrný věk vinic byl v ČR roku 2010 asi 16 let. Na Slovensku se pěstuje na 2 % z celkové plochy vinic, tedy na 318 ha.
Slovo červený se někdy v názvu vína, vyrobeného z této odrůdy, vypouští. V ČR patří k přípustnému pojmenování, které lze uvádět na vinětě odrůdového vína, právě „Tramín“, nebo také z němčiny pocházející „Gewürtztraminer“. Je to paradox, neboť právě Tramín červený (Traminer Rot, Savagnin Rosé) a Gewürztraminer jsou dvě mutace odrůdy, o jejichž rozdílnosti či identicitě se jsou někteří milovníci vína, ale i nemnozí ampelografové, schopni přít až do poslední sklenky.

## Název
Soudí se, že Římané odrůdu nazývali „Vitis aminea“, tu zmiňuje již Gaius Plinius Secundus v 1. stol. po Kr. Někteří ampelografové ze 17. století hovoří o tom, že předkem Tramínu je odrůda, nazývaná „Uva Aminea“ z Thesálie v severním Řecku.
Za dnešní název „Tramín“ odrůda skutečně vděčí obci Tramin/Termeno v italském regionu Südtirol/Trentino-Alto Adige. Odrůda odsud sice nepochází, ale zmínka o dobrých vínech z Tramínu (myšleno obec, nikoli odrůdu) se v literatuře od 13. do 16. století objevovala tak často, že se je v Německu snažili napodobit. To vysvětluje, proč nejpěstovanější odrůdu údolí Rýna pojmenovali „Traminer“ (roku 1483 v klášteře Bebenhausen poblíž Stuttgartu), byla to pouze snaha přiživit se na tehdejším věhlasu a pověsti vín z okolí obce Tramin. Ta byla mimochodem většinou vyráběna z odrůd Muscat Blanc à Petits Grains (Moscato Bianco, Muškát žlutý) a Lagrein Weiss.

### Synonyma
Tramín červený, Tramín kořenný: Траминер розовый, Гевюрцтраминер, Кляйнер Траминер, Саваньен роз (vše Rusko), Auvernas Rouge, Blanc Brun, B. Court, Bon Blanc, Braunes, Christkindelstraube, Clevener, Clevner, Crescentia Rotundifolia, Crevena Ruziva, Crvena Ruzica, Crveni Traminac, Diseci Traminer, Dreimaenner, Dreimannen, Dreipfennigholz, Drumin, D. Ljbora, Duret Rouge, Durmín, Edeltraube, Fermentin Rouge, Fleischroth, Fleischweiner, Formenteau, Formentin Rouge, Fourmenteau Rouge, Fränkisch, French, Frenscher, Frentsch, Fromenté Rosé, Fromenteau Rouge, Fűszeres Tramini, Gentil Rosé Aromatique, Gentil-Duret Rouge, Gentile Blanc, Gewürztraminer (Německo, Brazílie, Kanada, USA, Kypr, Španělsko, Itálie), Gewuerztraminer (Rakousko, Portugalsko, Španělsko, Francie, Itálie), G. Lenz Moser (Itálie), Gringet, Gris Rouge, Haiden, Heiligenstein Klevener, Kirmizi Traminer, Klaebinger, Klaevner, Kleinbraun, Kleinbrauner, Kleiner Traminer, Kleinwiener, Livora, L. Červená, Mala Dinka, Marzimmer, Mirisavi Traminac, Muskattraminer, Naturé, N. Rose, Noble Rosé, Nuernberger Rot, Pinat Cervena, Piros Tramini, Plant Paien, Princ Červený, Prinšt Červený, Ranfoliza, Rosentraminer, Rotclevner, Rotedel, Roter Nuernberger, R. Traminer, Roethlichter, Rosentraminer, Rotfranken, Rothedel, Rothedl, Rother Clevner, R. Nürnberger, R. Riesling, Rothklaeber, Rothklauser, Rothweiner, Rothwiener, Rotklaevler, Rotklevner, Rousselett (Francie), Roz Taramin (Itálie), Runziva, Rusa, Ruska, Ryvola, Salvagnin, Sandtraminer, Sauvagnin, Savagnin, S. Jaune, S. Rosa Aromatique, S. Rosé, S. Rose Aromatique (Chile), S. Rose Musque, Servoyen Rose, Sivi Traminac (Bulharsko), St. Klauser, Svenié, Termeno Aromatico, Tirolensis, Tokaner, Tokayer, Tramin Kořenný, Traminac Crveni (Chorvatsko), T. Diseci, T. Mirisavi (Chorvatsko), T. M. Crveni, T. Rosin, T. Sivi, Traminec, Traminer (Německo, Austrálie, Řecko, Itálie), T. Aromatico (Rakousko, Itálie), T. Epice, T. Musque, T. Parfume, T. Red, T. Rose Aromatique, T. Rosso, T. Roter, T. Rouge, T. Roz (Rumunsko), T. Rozovyi (Rusko), Tramín Kořeněný, Tramini Piros (Maďarsko), Trammener, Weihrauch.
Savagnin Rosé : Clevner, Drumin, Durbacher Clevner, Fourmenteau Rouge, Heiligenststeiner Clevner, H. Klevner, Livora, L. červená, Princ červený, Ryvola, Savagnin Rosé non Musque, Tramín červený, T. kořenný, Tramin Diseci, T. Rdeci, Traminac Crveni, T. Rdeci, Traminer Rosé, T. Rot, T. Roz, Tramini Piros.

## Mutace a klony odrůdy
Odrůda Gewürztraminer (Tramín kořenný) je dnes považována za aromatickou mutaci odrůdy Traminer Rot (Savagnin Rosé, Tramín červený), ta je pro změnu barevnou mutací odrůdy Traminer Weiss (Savagnin blanc, Tramín bílý). První zmínka o odrůdě „Gewürztraminer“ pochází z roku 1827 z oblasti Rheingau, Johann Metzger ji zde označuje za vzácně pěstovanou. Je pravděpodobné, že k mutaci došlo v oblasti Rheinland-Pfalz, protože ve Francii, v Alsasku roku 1886 ji zmiňuje Oberlin s tím, že pochází z oblasti „Palatinat“ tedy Rýnská Falc.
Problematika odlišování „taxonů“ s názvem Tramín červený a Gewürztraminer : Tramín červený, v německy mluvících oblastech nazývaný Traminer Rot, měl být historicky pěstován v zemích bývalého východního bloku a měl se vyznačovat červenou barvou bobulí a umírněnou kořenitostí. Gewürztraminer, nazývaný v Česku Tramín kořeněný či kořenný, měl být pěstován v západoevropských zemích, měl mít červenošedou barvu bobulí a vyšší kořenitost. Oba taxony byly různými ampelografy v různém období považovány za samostatné odrůdy, mutace či klony, místy dokonce převládl názor, že jde pouze o stanovištní rozdíly, na které jedna a táž odrůda výrazně reaguje. Navíc dnes, kdy lze v Česku (a podobně v zemích bývalého východního bloku) po období horoucího vysazování vinohradů před vstupem do EU a shánění klonů odrůd z různých zdrojů, oblastí a populací mnohdy jen těžko odlišit, o kterou z těch dvou jmenovaných pseudoodrůd vlastně jde, zdá se být odlišování těchto zmíněných „taxonů“ bezpředmětné. Soudě ovšem dle typu vyráběných vín, je v Česku dnes pěstován v podstatě pouze taxon Gewürztraminer.
Taxon Savagnin Rosé je pěstován takřka výlučně v Alsasku (roku 2006 na 42,5 ha) a v německém Bádensku, v okolí Durbachu, kde se nacházejí nejrozsáhlejší osazené plochy. Má sliznatou až rozplývavou, sladkou dužinu neutrální chuti, bez klasického, florálně-kořenitého aroma. Dalším rozdílem od odrůdy Gewürztraminer je průsvitná slupka bobule v období zabarvování bobulí (francouzsky "veraison"). Odrůdová vína jsou zlatožlutá, plná, často s vyšším obsahem zbytkového cukru a alkoholu, ale jsou spíše neutrálního typu, v aroma nenajdeme kořenité a florální tóny, typické pro vína Gewürztraminer. V Alsasku vyráběné víno „Klevener de Heiligenstein“ pochází právě z hroznů odrůdy Savagnin Rosé. Podle této charakteristiky lze do synonymiky odrůdy Savagnin Rosé zařadit taxon Tramín červený a odlišit je tak od taxonu Gewürztraminer. Pokud ovšem nahlédnete do katalogu francouzských odrůd, je zde „Tramin cerveny“ uveden v synonymice taxonu Gewürztraminer, Francouzi patrně předpokládají, že nejsme zemí bývalého východního bloku a nearomatický typ se v Česku nepěstoval.[zdroj?]
Tramín muškátový (Savagnin blanc musqué) má hrozny jantarové barvy a intenzivnější, zřetelně muškátový buket. Dále už pouze zmiňme mutace odrůdy, uvedené samostatně v katalogu VIVC, Tramín žlutý (Traminer Gelb), Tramín Šedý (Traminer Gris) a tetraploidní klon odrůdy Traminer Rot. Na vinicích se dále nehojně vyskytuje mutace Tramínu s růžově zbarvenou dužinou.

## Významní kříženci odrůdy
Odrůda Tramín byla při křížení jedním z rodičů mnoha známých moštových odrůd. Tramín je geneticky jednou z nejstarších v Česku pěstovaných odrůd vinné révy, stál při zrodu skupiny západoevropských odrůd, je rodičem takových odrůd, jako jsou Ryzlink rýnský, Sauvignon (a následně tedy Cabernet Sauvignon), Veltlínské zelené, Sylvánské zelené a dalších.
I moderní šlechtitelská praxe ukázala, že Tramín je vynikající rodič nových odrůd, který na potomstvo přenáší dominantně vysokou cukernatost a jeho komplexní aroma se v potomstvu štěpí do nejrůznějších odstínů, od vůně růží, po klasický muškát. Níže uvádíme některé z velkého množství vyšlechtěných odrůd:
Siegerrebe (Madlenka raná × Tramín červený), velmi raná moštová odrůda, která atraktivní chutí překonává většinu stolních hroznů. Říká se o ní, že i když nedozrává jako úplně první, děti a vosy se postarají o to, aby byla jako první sklizena.
Vrboska (Tramín červený × Čabaňská perla), nová moravská odrůda vhodná pro výrobu burčáků.
Pálava (Tramín červený × Müller Thurgau), velmi úspěšné moravské novošlechtění, které si dalo za cíl nabídnout úrodnější Tramín. To se zcela nepovedlo, je více muškátová, ale už si zajistila stálé místo na našich vinohradech a stejně jako Tramín je pýchou výrobců a ozdobou sklípků.
Milia (Müller-Thurgau × Tramín červený), odpověď slovenských šlechtitelů na Pálavu. Ještě více muškátová, ještě více plodná, i s dalšími zajímavými vlastnostmi.
Děvín (Tramín červený × Veltlínské červenobílé), vydařená odrůda ze Slovenska, charakterem vín se Tramínu podobající.
Aromína (Tramín červený × Veltlínské červenobílé) × Irsai Oliver, slovenská aromatická odrůda.
Rosa (Picpoul × Frankovka) × Tramín červený, světový unikát, barvířka s vůní růží, slovenská odrůda.
Traminette (Gewürztraminer × Seyval Blanc), interspecifická odrůda, vyšlechtěná a pěstovaná v USA pro výrobu vín, připomínajících Tramín.
Dále lze uvést odrůdy Würzer, Zähringer, Cserszegi Füszeres, Ezerfürtü, Dneprovskii Rubin, Riton atd.

## Pěstování
Réví vyzrává velmi dobře (80–90 % délky). Růst je na úrodných půdách středně silný až bujný. Na chudých a suchých půdách roste slabě a degeneruje. Vyžaduje pravidelné hnojení. Odolnost vůči zimním mrazům je velmi dobrá, spolu s odrůdou Ryzlink rýnský patří mezi nejodolnější odrůdy v Česku. Na rozdíl od něj, první 3–4 očka na tažni nejsou plodná, a proto je jakékoliv poškození tažňů mrazem výrazněji poznat na úrodě. Jarní mrazíky Tramín prakticky nepoškozují, pokud však přece jen na jaře zmrzne, ztráty jsou velké, protože podočka nejsou skoro vůbec plodná. Na sucho reaguje špatným odkvétáním.
Má malé hrozny a neplodná bazální očka, proto se musí řezat na dva dlouhé, minimálně desetiočkové tažně se zatížením 10–12, při úrodných klonech 8–10 plodonosných oček na m². Doporučuje se vysoké vedení s větším množstvím stařiny, při kterém se zlepšuje kvalita sklizně. Podnože jsou vhodné SO-4, 125 AA a T 5C. Má sice malé listy, ale i krátká internodia, a proto hrozí přehuštění keřů se všemi negativními následky: sprchání, houbové choroby, hnití hroznů, pomalejší dozrávání, nižší cukernatost i nižší úrodnost v příštím roce. Proto je nutné použít větší vzdušné tvary keřů, na vyšších vedeních v širších sponech a důležité jsou i zelené práce. Doporučují se velké tvary s větším množstvím starého dřeva, čím se zvětšuje plodnost a zvyšuje množství kyselin, kterých se Tramínu někdy nedostává.
Je to málo úrodná odrůda, neselektovaná populace má úrodnost 4–7 t/ha, i u klonů se úroda pohybuje v rozmezí 7–9 t/ha, přičemž je úrodnost závislá i na poloze a půdě. Tramín je však především producentem cukru a cukernatost moštu se pohybuje podle ročníku nad 20 kg/hl, většinou však nad 22 kg/hl (19–25 °NM). V dobrém roce dokáže Tramín zcela seschnout na hrozinky a i proto je v ČR je nejčastější odrůdou v jakosti výběr z hroznů, s celou jednou třetinou na celkovém objemu. Acidita nebývá vysoká, 6–10 g/l, ale nejčastěji 6,5 g/l, proto se Tramín často sklízí ve dvou termínech. Z prvního, v první až druhé dekádě září, je víno s vyšším obsahem kyselin, z druhého, v polovině října, je kořenitější a má vyšší obsah cukru. Obě vína se pak ve vhodném poměru zcelí, vznikne svěží a neobyčejně buketní víno.

### Fenologie
Raší mezi posledními odrůdami a pozdě i kvete, další vývoj je už rychlejší, zaměká spolu se středně pozdními odrůdami. Velmi rychle hromadí cukr a technologická zralost nastává v SR obvykle začátkem, v ČR v polovině října a to při vysoké cukernatosti. Hrozny vydrží dlouho na keřích, což TČ předurčuje k výrobě přívlastkových vín.

### Choroby a škůdci
Houbovým chorobám odolává středně, citlivější je na padlí révové (Uncinula necator). Díky tlusté slupce bobulí hrozny nehnijí. Ani k virovým chorobám není zvlášť náchylný.

### Poloha a půdy
Patří do nejkvalitnějších „ryzlinkových“ poloh, kde má zajištěn dostatek tepla, přestože dozrává i v polohách horších. Na chladnějších a větrných stanovištích nespolehlivě odkvétá. Má v oblibě hluboké, výživné, záhřevné půdy, kde dobře roste. Na mělkých, chudých půdách i na velmi vápenatých půdách roste slabě, keře degenerují a trpí chlorózou. Na lehkých půdách jsou vína netypická.

## Víno

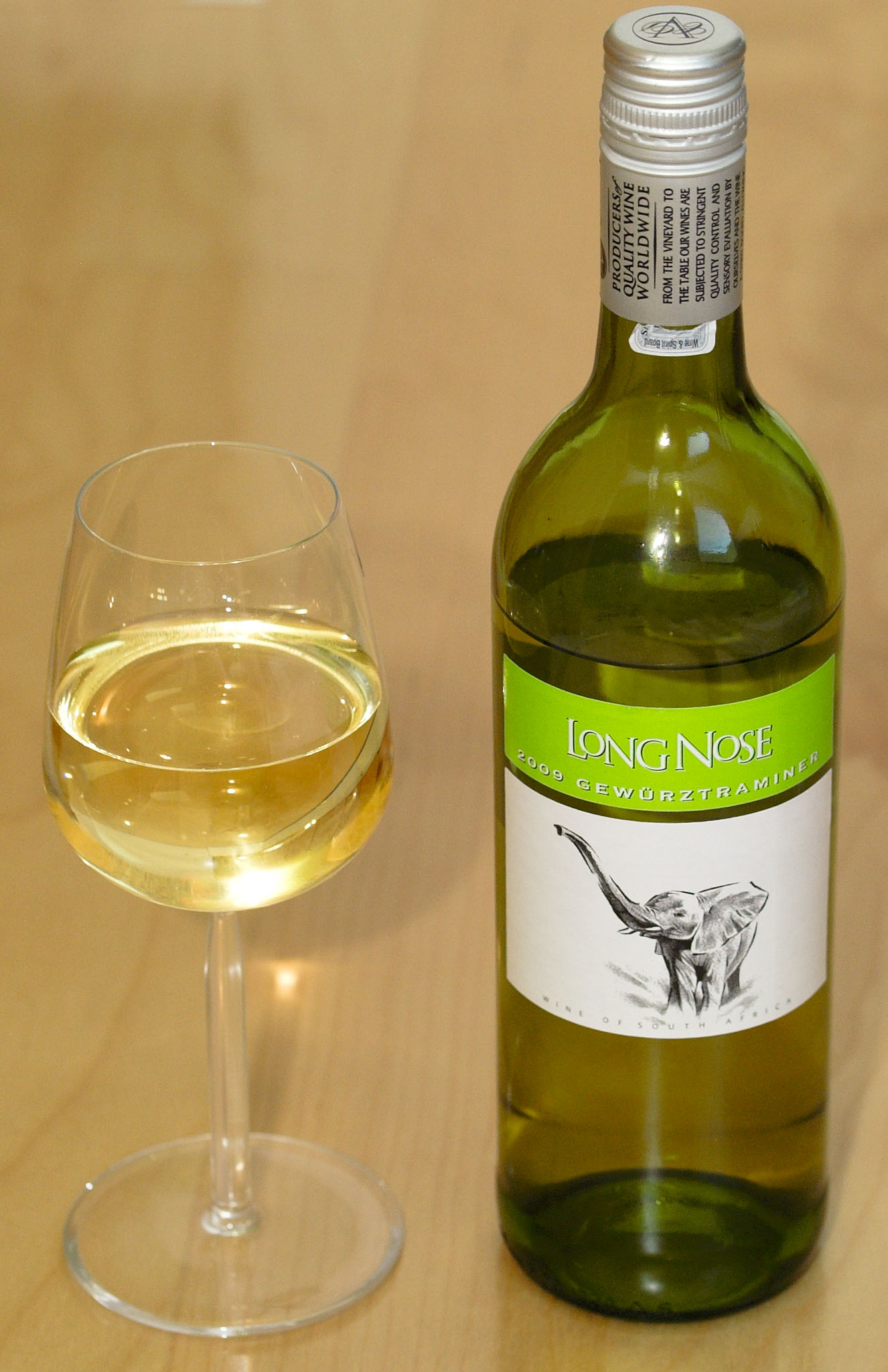
Long Nose, láhev jihoafrického tramínu se sklenkou

Technologicky je Tramín náročný, mošt mívá menší aciditu, kterou je třeba zachovat a pomocí vyšších dávek síry uchovat víno svěží. O Tramínu se říká, že je „požírač síry“. Také je třeba ponechat dostatečné množství zbytkového cukru, kvůli harmonii vína, Tramínu cukr „sluší“. Nejčastější chybou u Tramínu je nedostatek kyselin, víno pak není svěží, převáží jeho plnost, je těžké, někdy až mdlé. Můžeme se setkat i s Tramínem z pozdních sklizní s velmi vysokým zbytkovým cukrem, který bývá obzvláště těžký a ceněný, nebo s víny slámovými a s botrytickými výběry, které přidávají tóny ušlechtilé plísně. Zejména ve světě se pak setkáme i s Tramínem zcela suchým, lehčím, který by se měl pít mladý. Ten se snáze srovnává s víny jiných odrůd a více vyhovuje požadavkům obchodníků. Tramín výrazně reaguje na stanoviště a tak, i když má své typické aroma, ještě do něj přispívá nezaměnitelnými tóny terroiru, není nikdy stejný a nezevšední. V lidovém léčitelství je Tramín, stejně jako jiné aromatické odrůdy, používán k léčení horních cest dýchacích.
Vína nejsou určena pro běžnou spotřebu, ale pro vzácné a slavnostní příležitosti. Vypije se jich většinou méně než vín z méně aromatických odrůd, která často přímo pobízejí k pití. Tramín se navíc i poměrně snadno přepije. Vína lze často poznat už podle jejich zabarvení, jsou zlatožlutá, intenzivnější barvy, než u jiných odrůd, s jasnými zlatavými odlesky, někdy s jemným růžovým reflexem. Mívají vyšší obsah alkoholu a glycerolu, po zakroužení ve sklence zanechávají výrazné oblouky (mosty). Vyšší viskozita vína ve sklence a kapka, rozetřená mezi bříšky prstů svědčí o olejnatosti vín. Některé tramíny se vyznačují aroma exotického ovoce, jako liči, mango či papája, do které se mísí květnaté tóny muškátů a růží. Chuť je těžká, plná, velmi kořenná, extraktivní, s nižší kyselostí a s dominantním „parfémovým“ aroma. Pocit na patře a v ústech je jemný, plný, bohatý, hřejivě alkoholický, hutný až olejnatý. Dochuť by měla být příjemná a velmi dlouhá.
Typová vína Tramínu jsou ve vůni osobitá, snadno rozpoznatelná, mají intenzívní kořenitě medové až bezové vůně a koncentrované, kořenité chuti. Ve vůni a chuti můžeme hledat čajovou růži, koření, med, hrozinky, tropické ovoce, kompotované ovoce, meruňky, květ fialky či pivoňky, zázvor, skořici, lékořici, karamel, liči, mango, mučenku, grapefruit, květ černého bezu. ale někdy se mohou přidat také muškátové tóny. Vína jsou charakterizována jako silná, alkohol není v rovnováze s kyselinami. Vhodnost ke skladování je průměrná až dobrá, pokud má víno vyšší aciditu. Ležením v láhvi se aroma zušlechťuje.
Tramín je jednou z našich nejzajímavějších odrůd, přímo předurčenou pro naše severní vinohradnické oblasti. Jednak je jeho nezaměnitelné víno zcela výjimečné a nedaří se ho nahradit jinou, pokud možno plodnější a na pěstování příjemnější odrůdou, jednak nám dal celou řadu skvělých odrůd a dá se očekávat, že ještě nějaké vyšlechtěny budou. Při koštech je druhou odrůdou která dojde, hned po Pálavě, zásluhu na tom mají v nemalé míře ženy, pro které je velmi atraktivní. Při ochutnávkách ve sklípku na něj často ani nedojde, přestože víte o v koutku zastrčeném demižonku, vinař si ho nechá pro sebe. A nebo, aby ještě vylepšil dojem a zanechal výraznou vzpomínku, nabídne ho jako klenot ke konci ochutnávky, protože srovnání s Tramínem, obzvláště s tím s vyšším zbytkovým cukrem, by ostatní odrůdy příliš poškodilo. Dá se předpokládat, že plocha, osazená Tramínem, časem ještě mírně stoupne a Tramín si to i přes nižší úrodnost a vyšší pracnost jistě zaslouží. Ne nadarmo se ve slovenské Modre traduje přísloví : Ryvola, kupca privolá.

### Stolování
Vína hlouběji vychlazená lze podávat jako sklenku aperitivu. Často se nabízejí jako doprovod předkrmů, zejména paštiky z husích jater. Suché Tramíny se doporučují k cibulovému koláči nebo k uzeným rybám, k úhoři. Sladké výběry se zbytkem neprokvašeného cukru se hodí k sýrům s modrou plísní nebo k ovčím či kozím sýrům v závěru stolování. Díky neobvyklému aroma a plnosti chuti po liči patří Tramín k těm málo vínům, která se hodí ke kořeněnému jídlu. Proto lze vína Tramínu podávat i k některým exotickým, silně kořeněným pokrmům asijské kuchyně, případně ke sladkým úpravám masa. Velmi sladké Tramíny se často podávají na závěr stolování ke sladkým zákuskům, jako je tvarohový, nebo švestkový koláč.